# Magelhaensnip
De magelhaensnip (Gallinago magellanica) is een vogel uit de familie van strandlopers en snippen (Scolopacidae). Deze vogelsoort werd in 1828 als aparte soort Scolopax magellanicus beschreven, maar honderd jaar later beschouwd als ondersoort van de Zuid-Amerikaanse snip (G. paraguaiae). Op grond van in 2019 gepubliceerd onderzoek naar de geluiden tijdens de balts heeft dit taxon weer de soortstatus.

## Verspreiding en leefgebied
Deze soort komt voor in oostelijk en Midden-Chili en -Argentinië tot in Vuurland en de Falklandeilanden.

## Status
De magelhaensnip staat als niet bedreigd op de lijst van het IUCN.